# Castillo de Romanos
El Castillo de Romanos es un castillo gótico mudéjar que se encuentra situado en la localidad Zaragozana de Romanos.

## Descripción
Del castillo de Romanos ha llegado a nuestros días tan solo la cerca perimetral de planta rectangular, de unos 40 por 25 metros de lado, construida en mampostería, y un camino de ronda intramuros que discurre sobre arcos mudéjares de ladrillo apoyadas sobre ménsulas. En los ángulos está reforzado por tres torreones cilíndricos de gran diámetro coronados por almenas en los que encontramos varias saeteras.
En el interior del recinto se encuentra la iglesia de San Pedro Apóstol construida en el siglo XVI para sustituir a construcciones preexistentes. Destaca la torre puerta de origen militar defensivo que es el elemento más destacado del conjunto y que formó parte del catálogo de 156 monumentos que el Gobierno de Aragón presentó a la Unesco para la Declaración del arte mudéjar aragonés como Patrimonio de la Humanidad. Este reconocimiento fue otorgado por la Unesco en su reunión de 2001 celebrada en Helsinki.

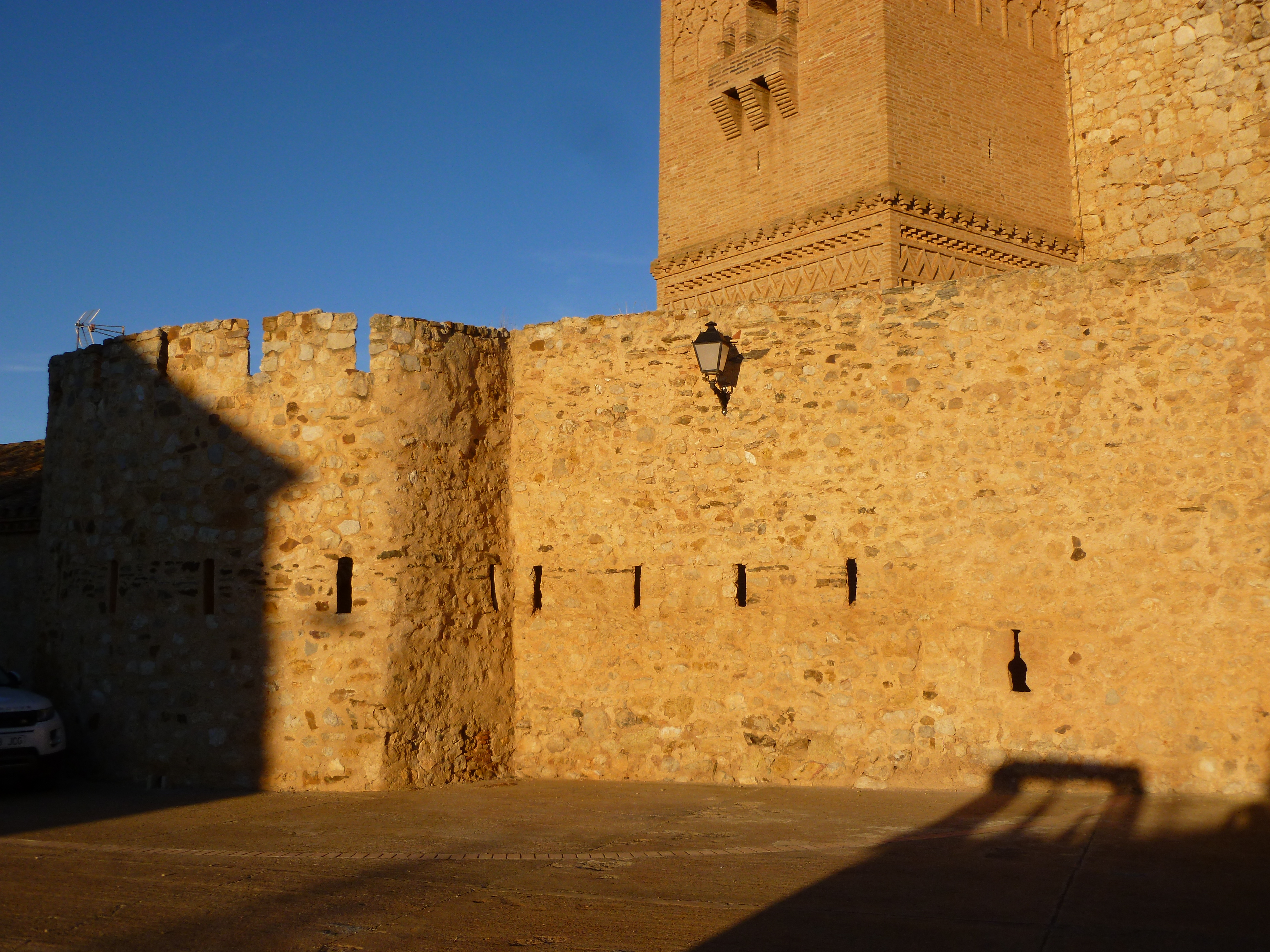
Vista lateral

## Catalogación
Todo el conjunto está declarado Bien de Interés cultural en resolución del 02/10/2001 publicada el 26/10/2001.